# Quisqueya (orquídea)
Quisqueya es un género que tiene asignadas 4 especies de orquídeas, endémicas de La Española. 

## Descripción
Todas las especies de este género son plantas herbáceas perennes. Desde un rizoma surgen las raíces gruesas y carnosas que desarrollan arrugas características con la edad. Tiene de una a cuatro hojas que son estrechas, lanceoladas y coriáceas. La inflorescencia tiene entre una y ocho flores.

## Distribución y hábitat
Son plantas epífitas que se desarrollan en las Antillas Mayores específicamente en La Española.

## Taxonomía
El género fue descrito por Donald Dungan Dod y publicado en American Orchid Society Bulletin 48: 147. 1979.
Etimología
Quisqueya: nombre genérico otorgado en 1979 por Donald Dungan Dod. Su nombre se deriva del  nombre taíno de La Española.

## Especies
| - Quisqueya ekmanii - Quisqueya fuertesii - Quisqueya holdridgei - Quisqueya karstii |